# Ráno v borovicovém lese
Ráno v borovicovém lese (rusky Утро в сосновом лесу) je obraz ruských malířů Ivana Ivanoviče Šiškina a Konstantina Apollonoviče Savického. Savickij namaloval medvědy, ale sběratel Pavel Treťjakov jeho podpis setřel tak, aby byl autorem obrazu jen jeden z nich, a to Šiškin. Dílo vzniklo v roce 1889. Lesní krajiny byly oblíbeným tématem maleb Ivana Šiškina, který byl od mládí fascinován ruskou přírodou. „Ráno v borovicovém lese“ je další realizací tématu borovicového lesa v slunečním světle, kterému malíř věnoval několik studií.
Ráno v borovicovém lese je jedním z nejznámějších obrazů ruských umělců.

## Kompozice
Obraz ukazuje borovicový les osvětlený vycházejícím sluncem. V centru této kompozice je zlomený strom i s kořeny, u kterého se shromáždili čtyři medvědi. Zvířata jsou vyobrazena v různých pózách: dvě jsou na zlomeném stromě, jeden stojí na zadních nohách a pozoruje slunce, poslední sedí vedle spadlého stromu s pootevřenou tlamou a dívá se na 2 medvědy na kmeni. V pozadí je les, který se skládá ze stromů z různých výšek, osvětlených slunečními paprsky procházejí stromy. Šiškin věnoval stromům velkou pozornost, aby zachytil jejich stavbu. Vzhled lesa byl zpoetizován tím, že skrývá fascinaci nedotčenou přírodou.

## Autorství
Spoluautor snímku byl malíř a přítel Ivana Ivanoviče Šiškina, Konstantin Apollonovič Savickij, který namaloval medvědy. Proto byl jeho podpis původně umístěn na plátně vedle tvůrce většinové kompozice. Jednak po nákupu obrazu Pavel Treťjakov setřel podpis Savického a od této chvíle ve většině maleb je autorství přičítáno pouze Šiškinovi. Sběratel svůj čin odůvodnil tím, že idea obrazu, jeho kompozice a tematika byla specifická pro styl Šiškina, což byl důvodem, proč ho Pavel Treťjakov uznal jako hlavního autora malby. 